# Sebastian Rejman
Sebastian Rejman (ur. 13 stycznia 1978 w Helsinkach) – fiński piosenkarz, aktor i prezenter. 
W 2019, reprezentując Finlandię z utworem „Look Away” (nagranym z producentem muzycznym Darude), zajął ostatnie miejsce w pierwszym półfinale 64. Konkursu Piosenki Eurowizji w Tel Awiwie.